# Желтоносов Андрій Сергійович
Андрій Сергійович Желтоносов (нар. 25 березня 1964, Житомир, УРСР) — радянський та український футболіст, півзахисник.

## Життєпис
Народився 25 березня 1964 року у Житомирі. Вихованець місцевого «Спартака», перший тренер — А.Вознюк. У дорослому футболі дебютував у 1981 році в складі житомирського «Спартака», який на той час виступав у Другій лізі чемпіонату СРСР. У своєму дебютному сезоні зіграв усього 2 матчі. Проте вже в наступному році став гравцем основного складу й до 1983 року у другій лізі зіграв 46 матчів та відзначився 3-ма голами. У 1984 році залишив клуб, проте вже наступного року повернувся й знову став гравцем основи. З 1985 по 1991 роки у футболці житомирського клубу в радянському чемпіонаті зіграв 281 матч та відзначився 16-ма голами. Після розпаду СРСР продовжував виступи в житомирському клубу. З 1992 по 1997 роки захищав кольори клубу в першій та другій лігах чемпіонату України, в яких зіграв 187 матчів та відзначився 9-ма голами. У сезоні 1997/98 років зіграв 10 матчів у футболці «Славутича» з однойменного міста, який виступав у другій лізі чемпіонату України.
З 2000 по 2002 роки захищав кольори аматорського клубу «Комунальник» (Житомир).

## Досягнення
- Друга ліга чемпіонату України
  -  Срібний призер (1): 1992/93